# Planning poker
Planning poker är en teknik inom systemutveckling för att genomföra tidsuppskattningar. Tekniken används företrädesvis inom agil systemutveckling, till exempel scrum och extrem programmering. 
I Planning poker gör deltagare i en grupp individuella tidsuppskattningar under tystnad genom att använda "spelkort" med förangivna siffror. Därefter diskuterar gruppen de tidsuppskattningar som är mest avvikande. 
Uppskattningen görs av alla i en utvecklingsgrupp, exempelvis utvecklare, testare och användare. Tanken med metoden är att gruppens resultat blir bättre än individernas tack vare de synergieffekter som uppstår när gruppen resonerar och driver på varandra mot resultat.
Tekniken börjar med att en person beskriver ett krav för en grupp och efter en stunds diskussioner uppskattar varje deltagare hur lång tid kravet tar att realisera. Varje deltagare gör tidsuppskattningen genom att välja det kort ur sin kortlek som bäst stämmer in på den uppskattade tiden. På korten står siffror som motsvarar hur lång tid utvecklingen kommer att ta. Vanliga valörer är 0, ½, 1, 2, 3, 5, 8, 13, 20, 40, 100 och ”vet ej”. Siffrorna på korten kan översättas till ”dagar”. I agil utveckling använder man även andra innebörder som idealdagar och story points. Det är vanligt att deltagarna uppskattar tiden mycket olika, detta är ett bra underlag för diskussion. Om så är fallet får de deltagare som har valt högsta respektive lägsta kortet motivera hur de har resonerat för att komma fram till sina estimat. Efter att noteringar gjorts som kan vara av värde för den kommande utvecklingsarbetet så gör deltagarna en ny tidsuppskattning med hjälp av korten. I de flesta fall blir tidsuppskattningarna mycket mer enade denna andra gång. Om detta inte inträffar, upprepa processen ytterligare gånger. Det är inte nödvändigt att hela gruppen har samma siffra på korten eftersom målet är en kvalificerad bedömning snarare än en exakt precision.

## Fördelar med planning poker
- Varje deltagare tänker själv under tystnad. Detta minskar risken att påverka andra deltagare.
- Alla gruppdeltagare är delaktiga i tidsuppskattningen.
- Deltagarna får djupare kunskaper genom att estimaten diskuteras öppet.
- Arbetssättet är iterativt eftersom estimeringen upprepas vid behov.
- Estimaten baseras på gruppens konsensus i stället för en individs åsikter.
- Det är ett roligt sätt att estimera tid eftersom det tilltalar kreativitet och tävlingsinstinkt och skapar engagemang runt uppgiften.

## Nackdelar med planning poker
- Tekniken kan vara svårare att tillämpa i distribuerade projekt. Det finns dock webbaserade verktyg som kan användas när arbetsgruppen är utspridd.
- Om mer tid behövs än vad beställaren har tänkt, kan det behövas omprioriteringar i projektplanen. Alla estimeringstekniker kräver att beställaren agerar när prioriteringen leder till ändringar.
- Det finns en risk att man tror att man har konsensus när man egentligen saknar information för att kunna göra en korrekt bedömning.